# 토도 준
토도 준(일본어: 桃堂 純 とうどう じゅん[*], 2월 9일 - )은 전 다카라즈카 가극단 호시구미 소속 남역이다.
도쿄도 시부야구, 인터내셔널 스쿨 출신이다. 키 177cm, 애칭은 "타오", "MOMO"이다.

## 약력
2009년, 다카라즈카 음악학교에 입학하였다.
2011년, 다카라즈카 가극단 97기생으로 입단. 입단 당시 성적은 26등. 호시구미 공연 「노바 보사 노바／만남은 다시 한번」으로 초무대를 했다.
2012년, 구미마와리를 거쳐 호시구미에 배속되었다.
2021년 7월 28일, 「마논」 (바우홀/KAAT카나가와예술극장 공연) 천추락을 기해, 다카라즈카 가극단을 퇴단하였다.

## 인물
어머니는 탤런트이자 전 여자 프로레슬러 챔피언 맛하 후미아케이다.